# Villasandino
Villasandino ist ein nordspanischer Ort und eine Gemeinde (municipio) mit 178 Einwohnern (Stand: 2024) im Westen der Provinz Burgos in der Autonomen Gemeinschaft Kastilien und León.

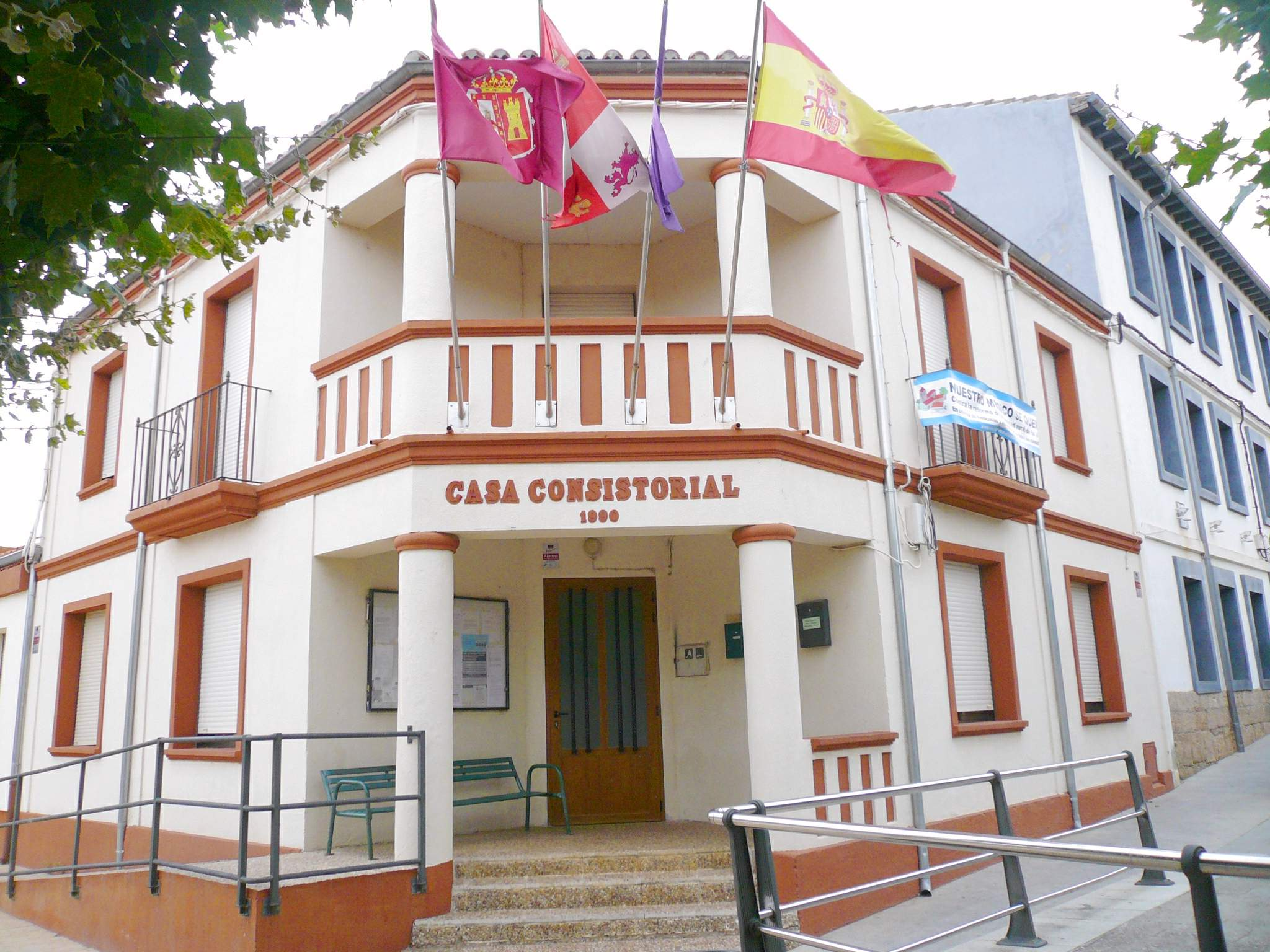
Rathaus

## Lage und Klima
Villasandino liegt in der Kastilischen Hochebene (meseta) in einer Höhe von ca. 795 m ca. 30 km westnordwestlich von Burgos. Der Río Brullés mündet hier in den Río Odra. Die Temperaturen sind im Winterhalbjahr durchaus kalt, im Sommer dagegen warm bis heiß; Regen (ca. 549 mm/Jahr) fällt übers Jahr verteilt. 
Durch die Gemeinde führt die Autovía A-231 von Burgos nach León.

## Bevölkerungsentwicklung
| Jahr      | 1970 | 1981 | 1991 | 2001 | 2011 | 2021 |
| Einwohner | 492  | 320  | 316  | 260  | 212  | 176  |

## Sehenswürdigkeiten
- Kirche Mariä Himmelfahrt (Iglesia de la Asunción de Nuestra Señora)
- Geburtskirche (Iglesia de Barriuso o de la Natividad)
- mittelalterliche Brücke über den Odra

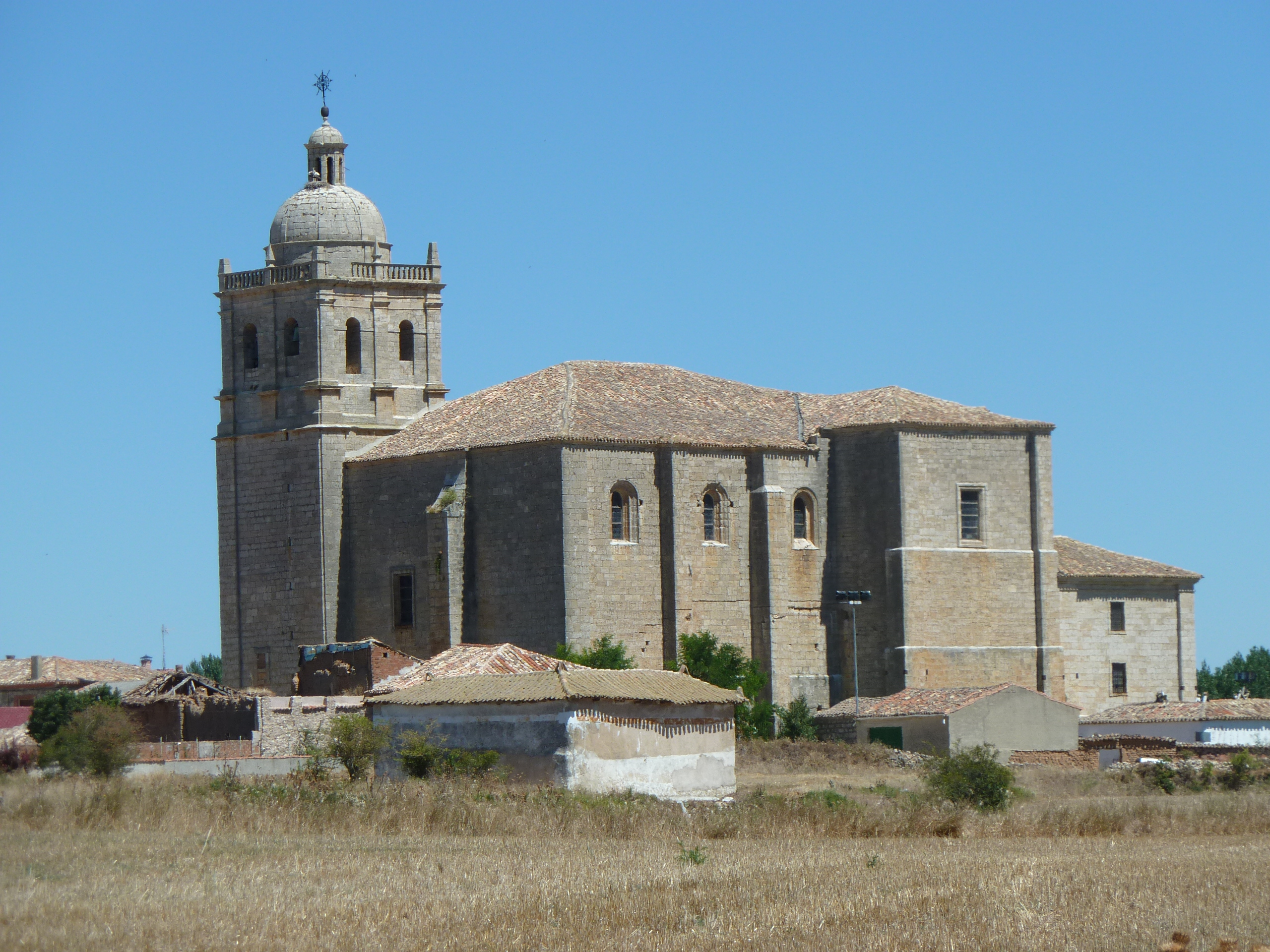
Kirche Mariä Himmelfahrt
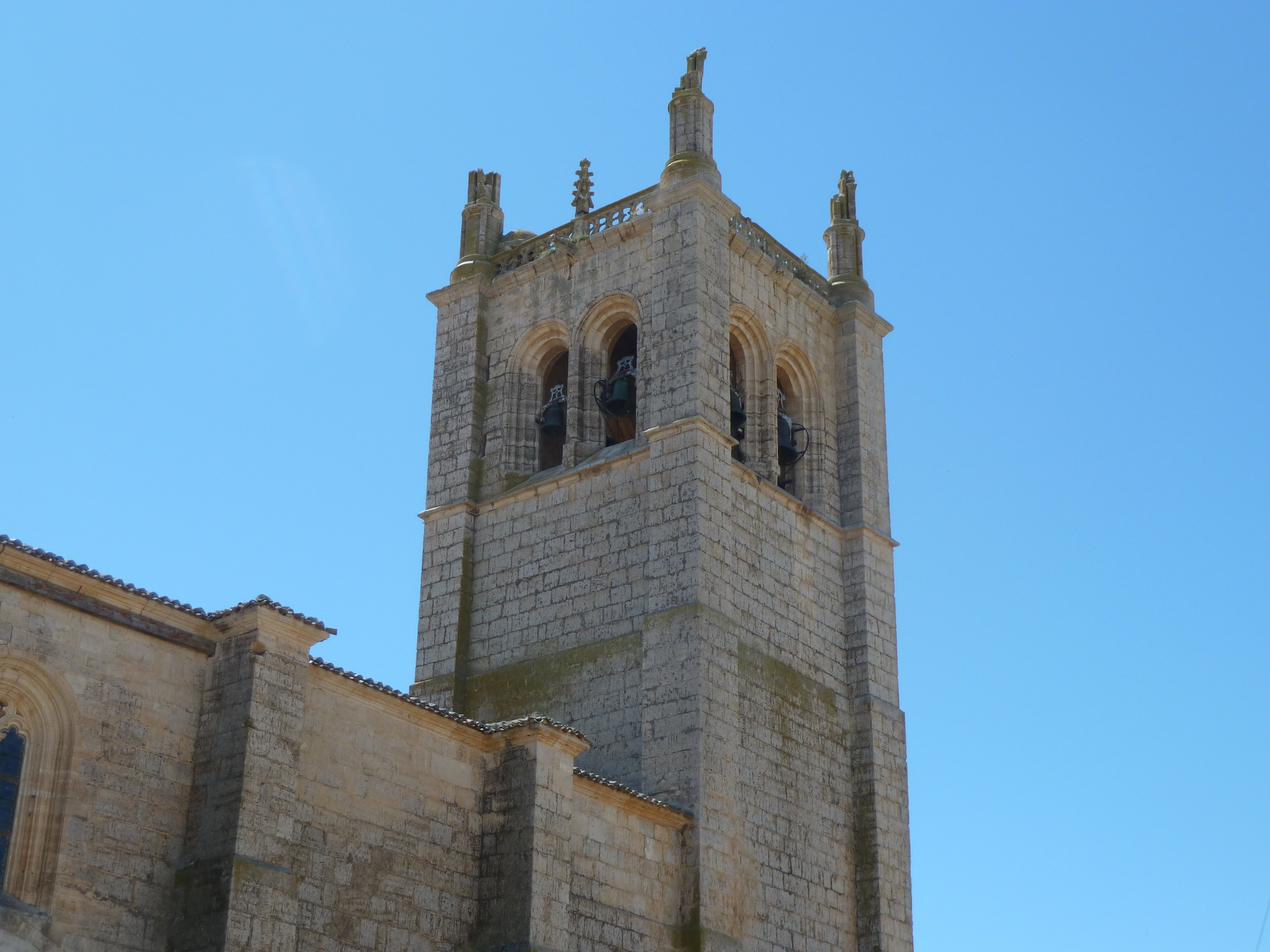
Geburtskirche
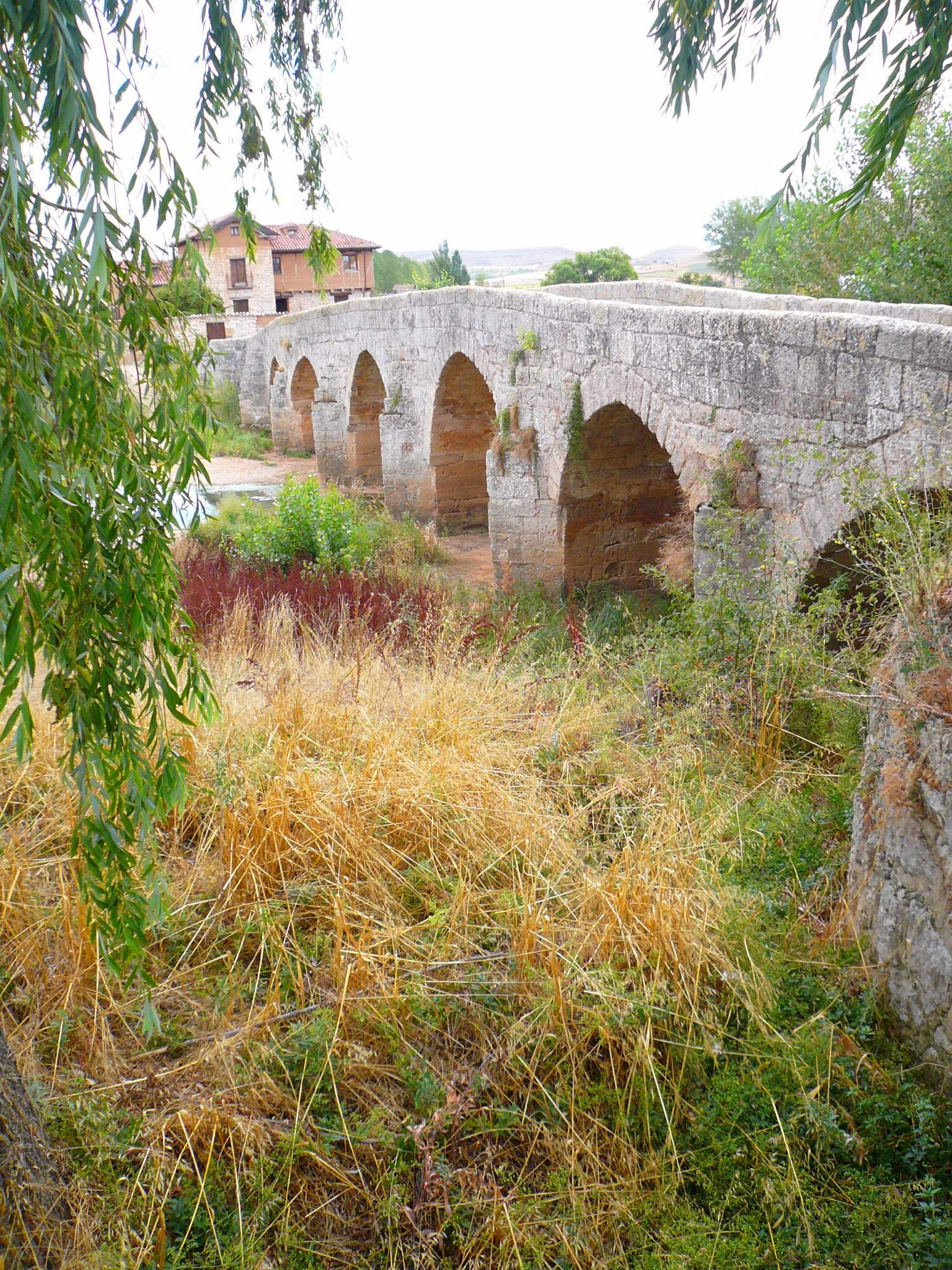
Mittelalterliche Brücke

## Persönlichkeiten
- Diego de Osorio y Villegas (1540–1601), Gouverneur von Venezuela (1589–1597) und Santo Domingo (1597–1601)